# Chrysina macropus
Chrysina macropus är en skalbaggsart som beskrevs av Francillon 1795. Chrysina macropus ingår i släktet Chrysina och familjen Rutelidae. Inga underarter finns listade i Catalogue of Life.